# 슈퍼걸

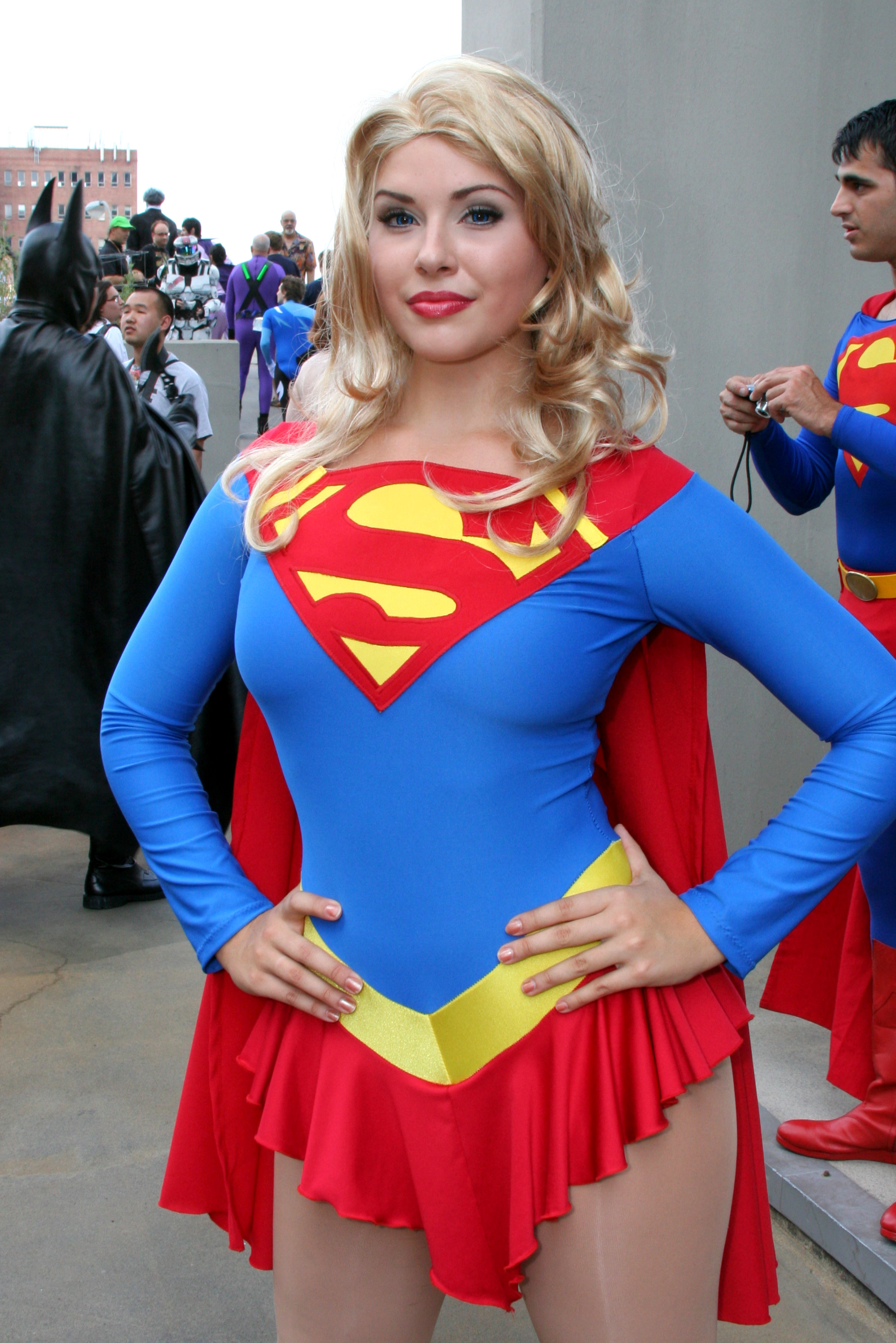

슈퍼걸(Supergirl)은 DC 코믹스에 나오는 슈퍼히어로이다.
슈퍼맨의 사촌이라는 설정이며, 그녀의 존재로 인해 슈퍼맨은 "크립톤의 유일한 생존자"에서 벗어나게 된 셈이다. 우주여행 중 문제가 생겨 수퍼맨보다 늦게 지구에 도착한 탓에 10대 소녀인 채로 지구에 적응하느라 고생하는 이야기가 애니메이션으로 만들어졌다(슈퍼맨-배트맨 : 아포칼립스). 가지고 있는 자질은 슈퍼맨보다 더 뛰어나다.

## 슈퍼걸과 안티모니터
크라이시스 온 인피닛 어스에서 몇 안 남은 지구들을 구하기 위해 반물질의 멀티버스로 간 슈퍼걸은 안티모니터의 요새에서 안티모니터와 싸우다 슈퍼맨과 닥터 라이트를 구하고 목숨을 잃었다.
이 대결은 안티모니터가 배리 앨런의 플래시에게 치명적인 위기를 맞게 되는 플롯 디바이스로 설정된다.

## 같이 보기
- 미스 마션
- 여전사 목록